# Nenagh
Nenagh (Iers-Gaelisch: An tAonach) is een plaats in het Ierse graafschap Tipperary. Tot 2014 was Nenagh de hoofdplaats van het bestuurlijke graafschap Noord Tipperary. Sinds de samensmelting van Noord en Zuid is het een van de twee hoofdplaatsen van Tipperary, de ander is Clonmel. In 2011 had de plaats 7.995 inwoners. Nenagh is daarmee de grootste stad in het noorden van Tipperary.

## Vervoer
De snelweg M7, de hoofdroute van Dublin naar Limerick, loopt aan de zuidkant langs Nenagh. Vanaf Limerick is er via de M20 een goede verbinding naar Cork.
Per spoor is Nenagh verbonden met Limerick en via Ballybrophy met Dublin. De treindienst op deze lijn is echter zeer beperkt.

## Geboren in Nenagh
- Matt McGrath (1875-1941), atleet
- John Desmond Bernal (1901-1971), natuurwetenschapper
- Tomás Mac Giolla (1924-2010), politicus
- Michael O'Kennedy (1936-2022), politicus